# 11123 Aliciaclaire
11123 Aliciaclaire è un asteroide della fascia principale. Scoperto nel 1996, presenta un'orbita caratterizzata da un semiasse maggiore pari a 2,6728393 UA e da un'eccentricità di 0,1159962, inclinata di 1,65539° rispetto all'eclittica.